# Коныраулы (село)
Коныраулы (каз. Қоңыраулы) — село в Кзылкогинском районе Атырауской области Казахстана. Входит в состав Сагизского сельского округа. Код КАТО — 234853500.

## Население
В 1999 году население села составляло 200 человек (118 мужчин и 82 женщины). По данным переписи 2009 года, в селе проживали 142 человека (80 мужчин и 62 женщины).